# نیمیس
نیمیس (به ایتالیایی: Nimis) یک کومونه در ایتالیا است که در استان اودینه واقع شده‌است.

## خصوصیات
نیمیس ۳۳ کیلومترمربع مساحت و ۲٬۸۶۲ نفر جمعیت دارد.